# Ски-центар Стара планина
Скијалиште Стара планина или ски-центар Стара планина је планинско одмаралиште и један од највећих центара зимског туризма у Србији, којим управља Јавно предузеће „Скијалишта Србије”. Смештен на обронцима Старе планине и углавном је дестинација за скијање.

## Историјат
Године 2008. Министарство привреде Републике Србије објавило план да инвестира око 240 милиона евра током осам година у скијалиште Стара планина. Међутим, велики део плана никада није реализован, а само неке од инвестиција су реализоване током наредних 10 година.

## Опште информације
Налази се на надморској висини између 1.100 и 1.900 метара. Има шест стаза укупне дужине 13 км од којих су неке покривене системима за вештачко оснежавање, са укупним капацитетом од око 2.600 скијаша на сат. Опремљен је савременим жичарама, укупног капацитета 2.400 скијаша на сат. Све стазе су категорисане од стране Међународне скијашке федерације (ФИС).
Скијалиште Стара планина се налази на око 55 километара од Пирота, 70 километара од града Ниша и међународног аеродрома Ниш Константин Велики.

## Галерија
- Бабин зуб у лето
- Централни део гондоле на Старој планини
- Пејзаж Старе планине у лето